# أفرو كراود
أفرو كراود (بالإنجليزية: Afro CROWD) هي مبادرة لإنشاء وتحسين المعلومات حول الثقافة والتاريخ الأسود على ويكيبيديا. تم تأسيس المشروع الذي يقع مقره في مدينة نيويورك على يد أليس باكر في عام 2015.

## الخلفية والوصف
لاحظ بعض المراقبين ندرة المحتوى المتعلق بتاريخ أفريقيا جنوب الصحراء الكبرى على ويكيبيديا.
في عام 2015، وصفت دانييلا بين إيمي من صحيفة هايتيان تايمز،أن أفرو كراود "مبادرة متعددة اللغات لزيادة مشاركة ذوي الأصول الأفريقية في مبادرات التمويل الجماعي مثل ويكيبيديا". تم وصفها بأنها "مبادرة افعلها بنفسك"،  تستضيف AfroCROWD جلسات تحرير ومحاضرات في جميع أنحاء منطقة نيويورك الحضرية. أقامت المجموعة شراكة مع مكتبة بروكلين العامة  ومنظمات أخرى مثل التبادل الثقافي في هايتي ومعهد اللغة الكريولية الهايتية لاستضافة هذه الأحداث. تسعى أفرو كراود أيضًا إلى زيادة عدد الأشخاص من أصل أفريقي الذين يشاركون بنشاط في حركات ويكيميديا والمعرفة المفتوحة.

## تاريخ
في عام 2015، أطلقت المحامية أليس باكر مشروع أفرو كراود، "لتصحيح افتقار ويكيبيديا إلى المقالات حول التاريخ الأسود والثقافة السوداء". وفقًا لباكر، فإن هدف المشروع هو "إعطاء الأشخاص ذوي البشرة الملونة فرصًا للقيام بأكثر من مجرد المشاركة في وسائل التواصل الاجتماعي واستهلاكها". أدرجت دانييلا بين إيمي باكر في قائمة صحيفة هايتيان تايمز لعام 2015 لـ "10 مؤثرين على وسائل التواصل الاجتماعي في هايتي يجب عليك متابعتهم".
في عام 2020، قبل يوم التاسع عشر من يونيو ، استضافت أفرو كراود جهودًا لتحسين مقالات ويكيبيديا المتعلقة بالحقوق المدنية. تلقت المجموعة تمويلاً من مؤسسة ويكيميديا.